# Braunfels

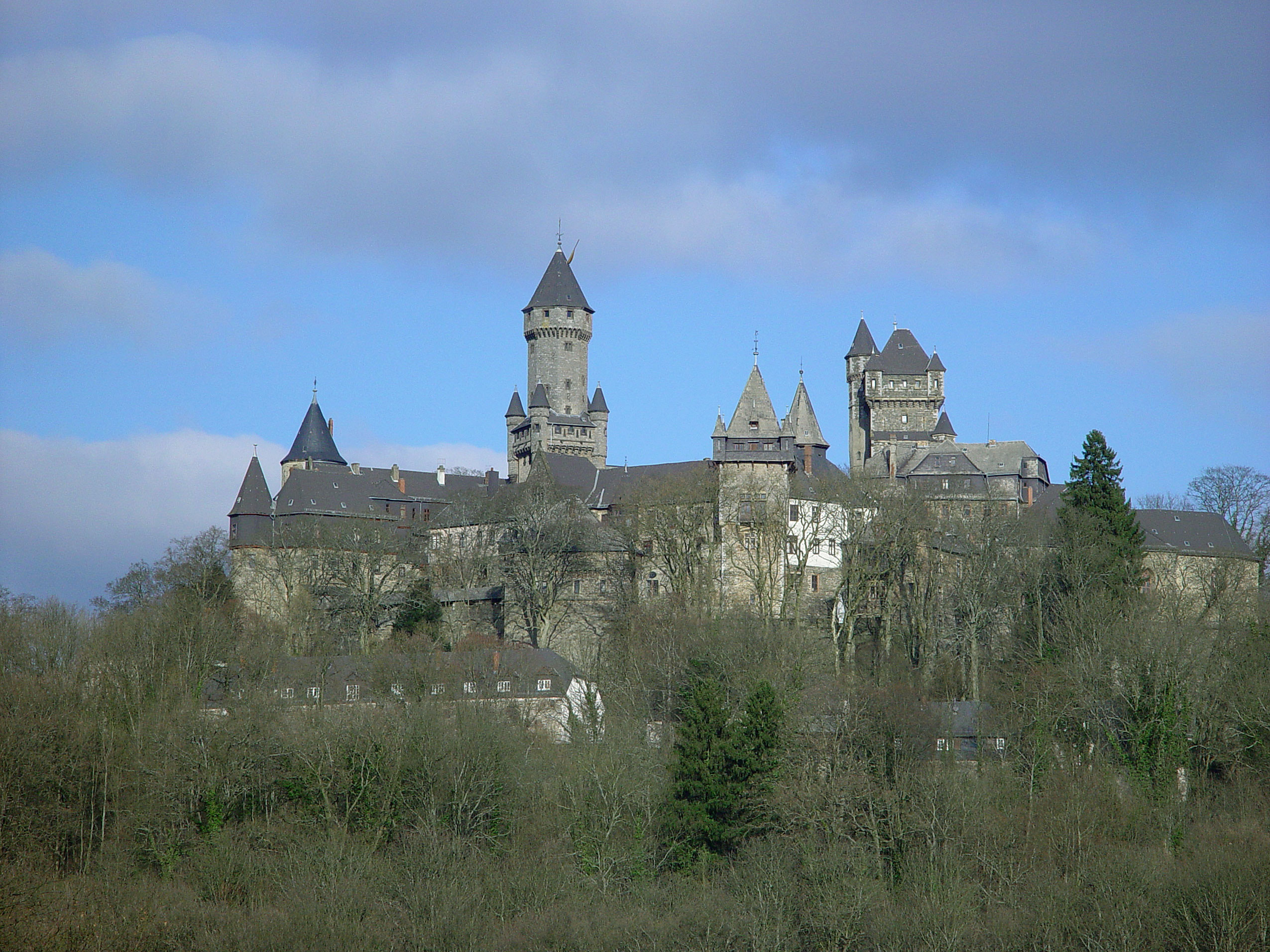
Zamek

Braunfels – miasto w Niemczech, w kraju związkowym Hesja, w rejencji Gießen, w powiecie Lahn-Dill.

## Współpraca
Miejscowość partnerska:
- Eeklo, Belgia